# Düğün Salonu
Ein Düğün Salonu (vom türkischen Düğün für „Hochzeit“,  und Salon für „Saal“) ist ein türkischer Hochzeitssaal.

## Geschichte
Die Ölkrisen in den 1970er und 1980er Jahren sowie der globale Wirtschaftsabschwung Anfang der 1990er Jahre führten zu einem Anstieg der Arbeitslosigkeit. Davon waren auch türkische Arbeiter betroffen. Viele sahen den Ausweg aus dieser Notsituation in der Selbstständigkeit. So kann man von einem „Gründungsboom in den 1990er-Jahren“ reden. Ein Geschäftsmodell war dabei das Konzept des türkischen Hochzeitssaals. Seither entstanden über 200 türkische Hochzeitssäle in Deutschland, die auch heute noch aktiv betrieben werden.

## Konzept
Anders als eine im europäischen Raum übliche Hochzeitsfeier ist die traditionelle türkische Hochzeit vielmehr eine gesellschaftliche als eine private Veranstaltung. Die Anzahl der Gäste kann dabei zwischen 300 und 1500 variieren. Diese Nachfrage bedienen die türkischen Hochzeitssäle mit ihrem geräumigen Angebot. Oftmals stehen den Brautpaaren auch sogenannte Komplett-Pakete zur Auswahl, die das Hochzeitsauto, das Catering, die Fotografen und vieles mehr beinhalten.
Aufgrund der großen Kapazität bieten sich die türkischen Hochzeitssäle immer mehr als Veranstaltungsraum für Karnevalssitzungen oder Betriebsfeiern an.

## Architektur
Um den Ansprüchen einer türkischen Hochzeit gerecht zu werden, wurde ein neuer Gebäudetyp entwickelt. Oftmals handelt es sich dabei um alte Lagerhallen, die zu einem Veranstaltungssaal umgebaut wurden, oder spezielle Neubauten mit einer durchschnittlichen Kapazität für bis zu 1000 Gäste und entsprechenden Parkplätzen. Als Standort kommen auch Gewerbegebiete mit einer guten Anbindung zu Autobahnen in Betracht.